# Asmara
Asmara (/ˈæsˈmɑːrə/ əs-MAHR-ə) hoặc Asmera, là thủ đô và là thành phố lớn nhất của Eritrea, thuộc vùng Trung tâm của đất nước. Nằm ở độ cao 2.325 mét (7.628 ft), đây là thủ đô cao thứ 6 thế giới. Thành phố nằm ở đầu một vách đá ở rìa phía tây bắc của Cao nguyên Eritrea và Thung lũng tách giãn Lớn. Năm 2017, thành phố được UNESCO công nhận là Di sản thế giới nhờ kiến trúc hiện đại được bảo tồn tốt. Asmera lần đầu tiên được định cư vào năm 800 trước Công nguyên với dân số ước tính từ 100 đến 1000 người. Đô thị này sau đó được thành lập vào thế kỷ 12 sau khi bốn ngôi làng riêng biệt thống nhất sau thời gian dài xung đột.

## Lịch sử
Ban đầu, theo lịch sử truyền thống truyền miệng của người Eritrea Tigrinya, có bốn gia tộc sống ở khu vực Asmera trên cao nguyên Kebessa là Gheza Gurtom, Gheza Shelele, Gheza Serenser và Gheza Asmae. Những thị trấn này thường xuyên bị tấn công bởi các gia tộc khác từ vùng đất thấp và từ những người cai trị
ở Ethiopia cho đến khi những người phụ nữ của bốn gia tộc quyết định phải đoàn kết để chống lại kẻ thù. Những người đàn ông đã chấp nhận điều này và quyết định đặt tên khu dân cư chung là "Arbate Asmera", theo tiếng Tigrinya có nghĩa là "bốn (giống cái số nhiều) tạo lên sự hợp nhất". Cuối cùng, Arbate đã bị loại bỏ và nó được gọi đơn giản là Asmera. Ngày nay, vẫn còn một quận tên là Arbaete Asmera nằm ở phía đông bắc của thành phố. Cái tên Asmara là theo phiên bản tiếng Ý của thành phố được sử dụng bởi đa số người ngoại trừ ở Eritrea, trong khi cư dân đa ngôn ngữ của Eritrea và các dân tộc lân cận vẫn trung thành với cách phát âm gốc, Asmera. Nhà truyền giáo Remedius Prutky đã đi qua Asmera vào năm 1751, mô tả trong hồi ký của mình rằng, một nhà thờ được xây dựng bởi các linh mục Dòng Tên trước đó 130 năm vẫn còn nguyên vẹn.

### Asmera Ý
Thế kỷ 19 thì Asmera vẫn là một ngôi làng nhỏ nhưng đã phát triển nhanh chóng sau khi bị thực dân Ý chiếm đóng vào năm 1889. Thống đốc Ferdinando Martini biến nó thành thành phố thủ đô của Eritrea thuộc địa vào năm 1900.
Đầu thế kỷ 20, tuyến đường sắt Eritrea được xây dựng đến bờ biển đi qua thị trấn Ghinda dưới sự chỉ đạo của Carlo Cavanna. Hai trận động đất lớn xảy ra năm 1913 và 1915 nhưng rất may thành phố chỉ bị thiệt hại nhẹ. Một cộng đồng lớn người Eritrea gốc Ý đã phát triển thành phố. Theo điều tra dân số năm 1939 thì Asmera có dân số 98.000 người nhưng có 53.000 là người Ý. Chỉ có 75.000 người Ý sống trên toàn Eritrea biến thành phố thủ đô trở thành trung tâm lớn nhất của họ. Chính vì vậy mà Asmera mang kiến trúc hiện đại đương đại Ý. Người châu Âu đã sử dụng Asmera như là nơi thử nghiệm các thiết kế mới. Vào cuối những năm 1930, Asmera được gọi là Piccola Roma (Tiểu Roma). Ngày nay, hơn 400 tòa nhà có nguồn gốc Ý và nhiều cửa hàng vẫn có tên tiếng Ý.
Vương quốc Ý đã đầu tư vào sự phát triển công nghiệp của Asmera và các khu vực xung quanh nhưng Chiến tranh thế giới lần thứ hai bùng nổ đã ngăn chặn điều này.
Asmera đã được UNESCO công nhận là Di sản thế giới từ tháng 7 năm 2017 như là một ví dụ đặc biệt của chủ nghĩa đô thị hiện đại sớm vào đầu thế kỷ 20 và ứng dụng của nó trong bối cảnh châu Phi.

### Liên bang với Ethiopia
Năm 1952, Liên hợp các quốc gia liên minh thuộc địa cũ dưới sự cai trị của người Ethiopia. Trong Liên hợp, Asmera không còn là thành phố thủ đô mà thủ đô đặt tại Addis Ababa cách nó hơn 1.000 kilômét (620 dặm) về phía nam. Ngôn ngữ của thành phố theo đó đã được thay đổi từ tiếng Tigrinya sang Amhara của người Ethiopia. Năm 1961, Hoàng đế Haile Selassie I đã chấm dứt thỏa thuận "liên bang" và tuyên bố lãnh thổ này là tỉnh thứ 14 của Đế quốc Ethiopia. Đồng minh lớn nhất của Ethiopia là Hoa Kỳ. Thành phố này là nơi đặt trạm Kagnew của quân đội Hoa Kỳ từ năm 1943 đến năm 1977. Chiến tranh giành độc lập của Eritrea bắt đầu vào năm 1961 và kết thúc vào năm 1991, thành quả là sự độc lập của Eritrea. Asmera bị bỏ lại tương đối nguyên vẹn trong suốt cuộc chiến, cũng như phần lớn các vùng cao nguyên. Sau khi giành độc lập, Asmera lại trở thành thủ đô của Eritrea.

## Địa lý
Thành phố nằm ở độ cao 2.325 mét (7.628 foot) so với mực nước biển. Nó nằm trên vùng cao nguyên có xu hướng Bắc-Nam được gọi là Cao nguyên Eritrea, một phần mở rộng của Cao nguyên Ethiopia.

### Khí hậu
Asmara có hai kiểu khí hậu khác nhau là nhiệt đới xavan và bán khô hạn. Lượng mưa trung bình hàng năm là 483 mm. Thành phố có mùa hè ấm áp và mùa đông ôn hòa.
| Dữ liệu khí hậu của Asmara        | Dữ liệu khí hậu của Asmara | Dữ liệu khí hậu của Asmara | Dữ liệu khí hậu của Asmara | Dữ liệu khí hậu của Asmara | Dữ liệu khí hậu của Asmara | Dữ liệu khí hậu của Asmara | Dữ liệu khí hậu của Asmara | Dữ liệu khí hậu của Asmara | Dữ liệu khí hậu của Asmara | Dữ liệu khí hậu của Asmara | Dữ liệu khí hậu của Asmara | Dữ liệu khí hậu của Asmara | Dữ liệu khí hậu của Asmara |
| Tháng                             | 1                          | 2                          | 3                          | 4                          | 5                          | 6                          | 7                          | 8                          | 9                          | 10                         | 11                         | 12                         | Năm                        |
| --------------------------------- | -------------------------- | -------------------------- | -------------------------- | -------------------------- | -------------------------- | -------------------------- | -------------------------- | -------------------------- | -------------------------- | -------------------------- | -------------------------- | -------------------------- | -------------------------- |
| Trung bình ngày tối đa °C (°F)    | 22.3 (72.1)                | 23.8 (74.8)                | 25.1 (77.2)                | 25.1 (77.2)                | 25.0 (77.0)                | 24.9 (76.8)                | 21.6 (70.9)                | 21.5 (70.7)                | 22.9 (73.2)                | 21.7 (71.1)                | 21.5 (70.7)                | 21.5 (70.7)                | 23.1 (73.6)                |
| Trung bình ngày °C (°F)           | 13.8 (56.8)                | 14.9 (58.8)                | 16.3 (61.3)                | 17.0 (62.6)                | 17.6 (63.7)                | 17.6 (63.7)                | 16.3 (61.3)                | 16.1 (61.0)                | 15.7 (60.3)                | 14.9 (58.8)                | 14.0 (57.2)                | 13.2 (55.8)                | 15.6 (60.1)                |
| Tối thiểu trung bình ngày °C (°F) | 4.3 (39.7)                 | 5.1 (41.2)                 | 7.5 (45.5)                 | 8.7 (47.7)                 | 10.2 (50.4)                | 10.5 (50.9)                | 10.8 (51.4)                | 10.7 (51.3)                | 8.6 (47.5)                 | 8.1 (46.6)                 | 6.6 (43.9)                 | 4.8 (40.6)                 | 8.0 (46.4)                 |
| Lượng mưa trung bình mm (inches)  | 3.7 (0.15)                 | 2.0 (0.08)                 | 14.6 (0.57)                | 33.4 (1.31)                | 41.1 (1.62)                | 38.5 (1.52)                | 174.9 (6.89)               | 155.6 (6.13)               | 15.6 (0.61)                | 15.4 (0.61)                | 20.4 (0.80)                | 3.4 (0.13)                 | 518.6 (20.42)              |
| Số ngày mưa trung bình (≥ 1.0 mm) | 0                          | 0                          | 2                          | 4                          | 5                          | 4                          | 13                         | 12                         | 2                          | 2                          | 2                          | 1                          | 47                         |
| Độ ẩm tương đối trung bình (%)    | 54                         | 48                         | 46                         | 49                         | 48                         | 48                         | 76                         | 80                         | 59                         | 63                         | 66                         | 61                         | 58.2                       |
| Số giờ nắng trung bình tháng      | 291.4                      | 260.4                      | 275.9                      | 264.0                      | 257.3                      | 219.0                      | 151.9                      | 158.1                      | 213.0                      | 272.8                      | 276.0                      | 282.1                      | 2.921,9                    |
| Số giờ nắng trung bình ngày       | 9.4                        | 9.3                        | 8.9                        | 8.8                        | 8.3                        | 7.3                        | 4.9                        | 5.1                        | 7.1                        | 8.8                        | 9.2                        | 9.1                        | 8.0                        |
| Nguồn 1: NOAA                     |                            |                            |                            |                            |                            |                            |                            |                            |                            |                            |                            |                            |                            |
| Nguồn 2: Meteo Climat             |                            |                            |                            |                            |                            |                            |                            |                            |                            |                            |                            |                            |                            |

## Kiến trúc
Thành phố này được biết đến với các tòa nhà đầu thế kỷ 20, bao gồm rạp chiếu phim Art Deco khánh thành vào năm 1937 được coi là một trong những ví dụ điển hình nhất về tòa nhà theo phong cách Art Deco trên thế giới; Tòa nhà Hưu trí châu Phi; Nhà thờ Enda Mariam trước đây là Nhà hát Opera cũ; tòa nhà mang kiến trúc Tương lai Fiat Tagrango; Nhà thờ Đức Mẹ Mân Côi mang kiến trúc La Mã Hồi sinh và Dinh Thống đốc Asmara mang kiến trúc Tân cổ điển. Thành phố được tô điểm bởi các biệt thự và dinh thự thuộc địa Ý, nổi bật nhất có thể kể đến Tòa nhà Ngân hàng Thế giới. Hầu hết trung tâm Asmara được xây dựng từ năm 1935 đến 1941, vì vậy người Ý đã quản lý hiệu quả để xây dựng gần như toàn bộ thành phố chỉ trong sáu năm. Vào thời điểm này, nhà độc tài Benito Mussolini đã có những kế hoạch lớn cho một Đế quốc La Mã thứ hai ở Châu Phi. Chiến tranh đã làm gián đoạn công việc, nhưng việc ông bơm tiền đã tạo ra Asmara ngày nay, được cho là biểu tượng của chủ nghĩa phát xít hoạt động và là một hệ thống chính quyền lý tưởng.
Thành phố thể hiện hầu hết các phong cách kiến trúc đầu thế kỷ 20. Một số tòa nhà theo phong cách La Mã Hồi sinh như Nhà thờ Đức Mẹ Mân Côi trong khi một số biệt thự được xây dựng theo phong cách cuối thời Victoria. Ảnh hưởng nghệ thuật trang trí được tìm thấy trên khắp thành phố. Tinh hoa của chủ nghĩa lập thể có thể được tìm thấy ở Tòa nhà Hưu trí châu Phi và một bộ sưu tập nhỏ các tòa nhà. Fiat Tagrango cho thấy đỉnh cao của Chủ nghĩa Tương lai. Trong thời gian gần đây, một số tòa nhà chức năng đã được xây dựng đôi khi có thể làm hỏng bầu không khí của thành phố, nhưng chúng phù hợp với Asmara vì đây là một thành phố hiện đại.
Thành phố cũng là nơi đặt trụ sở của Tổng giám mục của Giáo hội Tewahedo Chính thống Eritrea mà nó đã trở thành Giám mục độc lập vào năm 1993. Nó đã được nâng lên thành Tổng giám mục vào năm 1998 với bậc là Tòa Thượng Phụ của Eritrea, ngang tầm với Giáo hội Tewahedo Chính thống Ethiopia. Asmara được biết đến là một thành phố hiện đại đặc biệt, không chỉ vì kiến trúc của nó mà Asmara còn có nhiều đèn giao thông hơn Roma khi thành phố này đang được xây dựng. Thành phố kết hợp nhiều đặc điểm của một thành phố được quy hoạch. Tại đây có hơn 400 ví dụ về kiến trúc Ý, đường phố rộng, quảng trường với những quán cà phê. Trong khi các đại lộ được tô điểm bằng những cây cọ và shiba'kha. Có những tiệm bánh pizza phục vụ cappuccino và latte cũng như các cửa hàng kem và nhà hàng ẩm thực Eritrea Ý.
Tháng 7 năm 2017, Asmera trở thành thành phố hiện đại đầu tiên mà toàn bộ đã được UNESCO công nhận là Di sản thế giới.

## Hành chính
Asmara được chia thành 13 quận hoặc khu vực hành chính. Các quận này được chia thành các khu vực Bắc, Tây Bắc, Đông Bắc, Đông Nam, Tây Nam, Đông, Tây và Trung. Mười ba quận (Neous Zobas) là:
Bắc
- Acria
- Abbashaul
- Edaga Hamus

Đông Bắc
- Arbaete Asmara

Tây Bắc
- Mai Temenai
- Paradiso

Tây Nam
- Sembel

Đông Nam
- Kahawuta
- Godaif

Trung
- Maakel Ketema

Tây
- Tiravolo
- Tsetserat

Đông
- Gheza Banda
- Gejeret

## Di sản thế giới
Asmara được UNESCO công nhận là Di sản thế giới vào tháng 7 năm 2017, trở thành thành phố hiện đại đầu tiên trên thế giới mà toàn bộ được công nhận. Thành phố có hàng ngàn công trình Nghệ thuật trang trí, thuyết vị lai, hiện đại và duy lý, được xây dựng trong thời kỳ Eritrea của Ý. Thành phố có biệt danh "La piccola Roma" ("tiểu Roma"), nằm ở độ cao hơn 2000 mét so với mực nước biển, và là một địa điểm lý tưởng để xây dựng do khí hậu tương đối mát mẻ; kiến trúc sư đã sử dụng kết hợp cả vật liệu Ý và địa phương. Một số tòa nhà đáng chú ý bao gồm Fiat Tagrango, nhà hát opera, khách sạn và rạp chiếu phim, chẳng hạn như Rạp chiếu phim Impero. UNESCO coi đây là một ví dụ đặc biệt của chủ nghĩa đô thị hiện đại sớm vào đầu thế kỷ 20 và ứng dụng của nó ở châu Phi.